# Коровина, Мария Викторовна
Мари́я Ви́кторовна Коро́вина (род. 1962) — математик, доктор физико-математических наук, профессор кафедры общей математики факультета ВМК МГУ.

## Биография
Дочь писательницы Софьи Леонидовны Прокофьевой и физика Виктора Викторовича Белого. Внучка композитора В. А. Белого и художника Л. Е. Фейнберга.
Окончила московскую физико-математическую школу № 179, факультет ВМК МГУ. Обучалась в аспирантуре факультета ВМК.
Защитила диссертацию «Задача Коши для переопределённых систем линейных дифференциальных уравнений в пространстве голоморфных функций» (научный руководитель Е. И. Моисеев) на степень кандидата физико-математических наук (1991).
Защитила диссертацию «Эллиптические задачи в пространствах с асимптотиками и их приложения к построению самосопряжённых расширений оператора Лапласа» на степень доктора физико-математических наук (2004).
После окончания МГУ преподавала на кафедре высшей математики МИСИ.
В Московском университете работает с 1991 года. Научный сотрудник Международной лаборатории «Математические методы информатики и управления» (1992—1994). С 1994 года преподаёт на кафедре общей математики факультета ВМК: ассистент (1994—2003), доцент (2003—2007), профессор (с 2007).
Область научных интересов: относительная эллиптическая теория и ресургентный анализ.
Автор монографии «Теория функциональных пространств и дифференциальные уравнения» (2007) и более 70 научных статей.